# 79 a.C.

## Eventos
- Públio Servílio Vácia Isáurico e Ápio Cláudio Pulcro, cônsules romanos.
- Quarto e último ano da ditadura de Sula, que renuncia voluntariamente depois de terminar suas reformas e proscrições.
- Segundo ano da Guerra de Sertório contra Metelo Pio e Pompeu na península Ibérica.
  - Marco Domício Calvino, legado de Metelo Pio, é derrotado por Sertório. Com suas forças exauridas, Metelo Pio é expulso de sua província.